# Särkijärven metsä - Myllyvuori
Särkijärven metsä - Myllyvuori este o arie protejată (arie specială de conservare — SAC, sit de importanță comunitară — SCI) din Finlanda întinsă pe o suprafață de 142 ha, integral pe uscat.

## Localizare
Centrul sitului Särkijärven metsä - Myllyvuori este situat la coordonatele 62°08′00″N 25°20′58″E / 62.1333°N 25.3494°E.

## Înființare
Situl Särkijärven metsä - Myllyvuori a fost declarat sit de importanță comunitară în august 1998 pentru a proteja 1 specie de animale. Situl a fost protejat și ca arie specială de conservare în aprilie 2015.

## Biodiversitate
Situată în ecoregiunea boreală, aria protejată conține 6 habitate naturale: Păduri fino-scandinave bogate în ierburi cu Picea abies, Mlaștini împădurite, Lacuri și iazuri distrofice naturale, Cursuri de apă de la nivel de câmpie la nivel montan, cu vegetație Ranunculion fluitantis și Callitricho-Batrachion, Mlaștini turboase de tranziție și turbării mișcătoare, Taiga vestică.
La baza desemnării sitului se află o specie protejată de  mamifere: veveriță zburătoare siberiană (Pteromys volans).
Pe lângă speciile protejate, pe teritoriul sitului au mai fost identificate 6 specii de plante, 1 specie de păsări.